# Orthoperus atomus
Orthoperus atomus är en skalbaggsart som först beskrevs av Leonard Gyllenhaal 1808.  Orthoperus atomus ingår i släktet Orthoperus, och familjen punktbaggar. Arten är reproducerande i Sverige.